# إيه جيه ستايلز
إيه جيه ستايلز (بالإنجليزية: A.J. Styles)‏ هو مصارع محترف ولد يوم 2 يونيو 1977 يعمل في شركة توتال نون ستوب أكشن ريسلنغ (TNA) من 2002 حتى 2013 حيث حقق بطولة NWA World heavyweight champion ثلاث مرات إضافة إلى TNA World heavyweigh champion مرتين ثم انتقل إلى الاتحاد الياباني NJPW حيث حقق بطولة IWGP heavyweigh champion مرتين ثم انتقل إلى WWE وكانت انطلاقته في رويال رامبل 2016 وقد استطاع الفوز بلقب WWE World champion في باكلاش 2016.
ايه جيه ستايلز المصارع الوحيد في تاريخ مصارعة المحترفين الذي حمل حزام wwe بعد حمله حزام العالم في tna وحزام الاتحاد اليابانيnjpw[2][2][2]
إضافة إلى ذلك شارك أي جي ستايلز في العديد من الاتحادات المستقلة وحقق القاب عديدة.KMS إي جاي ستايلز

## البدايات

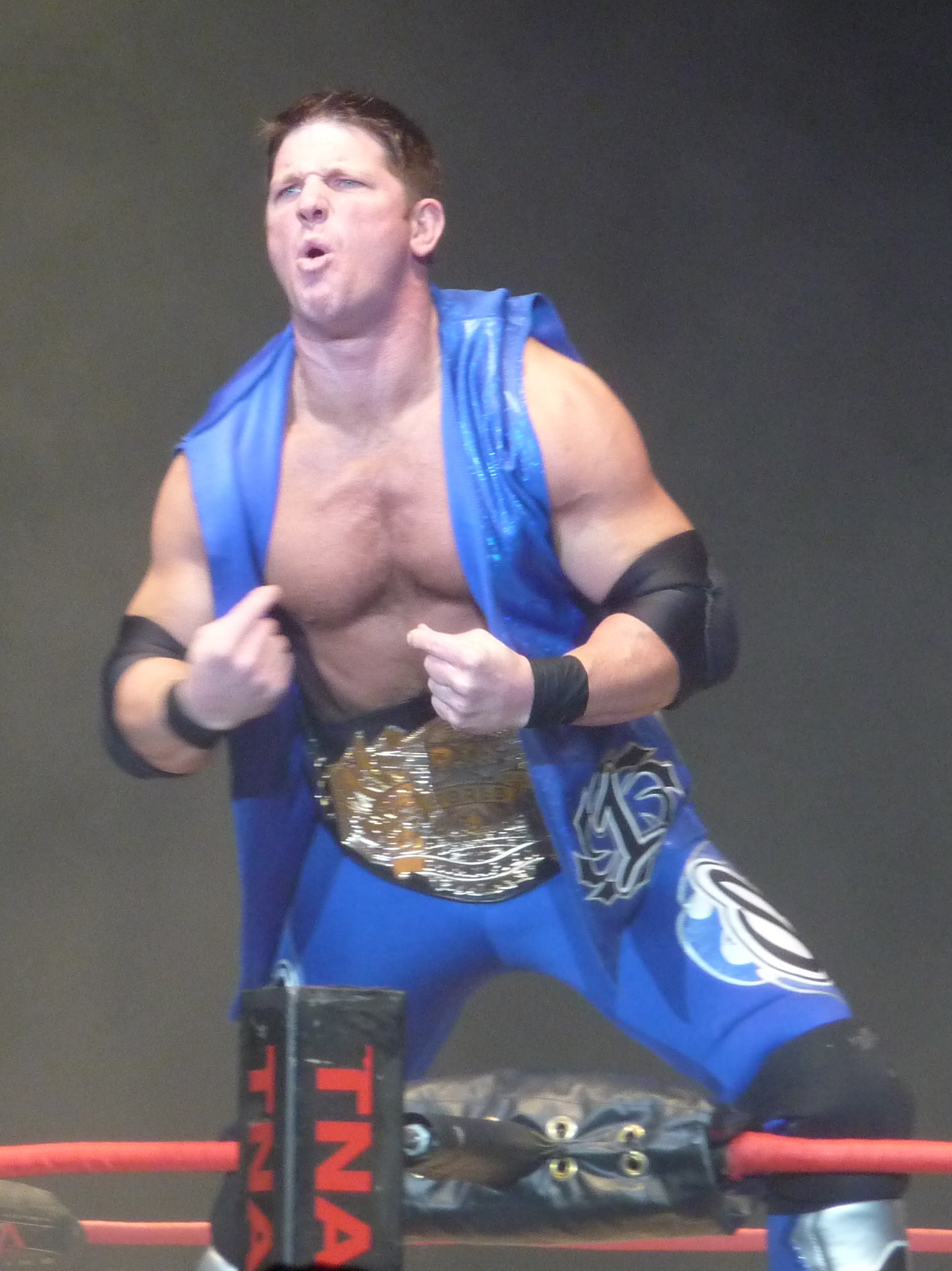
إيه جيه بطل العالم للوزن الثقيل في اتحاد TNA عام 2010

بدأت مسيرته عام 1998 في اتحاد WCW ولعب في اتحاد TNA منذ 2002 وحتى 2014 ثم انتقل إلى ROH ثم NJPW وأخيراً WWE.

## عداوته مع كريس جيريكو
تعتبر صداقة تحولت الي عداوة حيث انهم بداو كافريق لكن جيريكو قلب على ستايلز وستايلز اراد مباراة تصفية حسابات وهذا ما حدث وتم الإعلان عن مباراة بين ستايلز وجيريكو في راسلمانيا 32

### راسلمانيا 32
بدأ كريس جيريكو في السيطرة على اللقاء بشكل كبير من خلال خبرته ولكن لياقة أي جي ستايلز في استخدام الحبال منحت له أفضلية لفترة قصيرة حيث استطاع على الجانب الآخر كريس جيريكو أن يعود للسيطرة من جديدة.
وقرر كريس جيريكو أن يستخدم إستراتيجية القفز من فوق الحلبة ليوجه أقوى ضرباته إلى أي جي ستايلز الذي بدت عليه علامات المعاناة وعدم القدرة على الصمود على الرغم من محاولاته الكثيرة للعودة إلى السيطرة من جديد.
وكاد النزال ينتهي سريعا بعد أن قام كريس جيريكو بتنفيذ حركة الإجبار على الاستسلام الشهيرة الخاصة به ولكن ستايلز استطاع الإفلات منها من خلال الإمساك بالحبال. 
ولكن بشكل أكثر من رائع استطاع أي جي ستايلز أن يستعيد السيطرة من جديد بعد أن صعد بكريس جيريكو إلى الحبال لينهال برأسه على أرض الحلبة لينهار كريس جيريكو تماما وحاول ستايلز أن يثبت أكتافه ولكن جيريكو رفض ذلك.
وفجأت قلب كريس جيريكو الأمور بمحاولة إجبار ستايلز على الاستسلام وهي التي كادت أن تنهي النزال ولكن ستايلز بشكل أروع قلب محاولة جيريكو لصالحه ولكن الأخير استطاع الإفلات منها أيضا.
واستطاع كريس جيريكو من توجيه ضربته القاضية إلى أي جي ستايلز التي غاب عن الوعي بعدها وقام جيريكو بثبيت أكتافه ولكن العنيد ستايلز رفض وهو ما أصاب جيريكو بالذهول.
وعلى الرغم من الإرهاق الشديد الذي ظهر على كل من جيريكو وستايلز إلا أن الأخير استخدم كل ما يملكه من قوة لإنهاء النزال وفي المقابل كان جيريكو يصمد أمامها.
وبشكل مفاجئ استغل كريس جيريكو إحدى حركات ستايلز الطائرة ليقوم بتوجيه ضربته القاضية له وهو ما أنهى النزال على الفور ليفوز كريس جيريكو في النزال الأكثر من رائع 

## عداوته مع رومان رينز علي لقب الاتحاد
قرر ستايلز الذهاب الي لقب الاتحاد مباشرتا ورومان وافق علي التحدي وتم الإعلان عن مباراة بين رومان رينز واي جاي ستايلز في بايباك 2016

### بايباك 2016
انتهى النزال لمصلحة أي جاي ستايلز بالعد على رومان رينز خارج الحلبة بعد قفزة قوية منه على خصمه فوق طاولة المعلقين لم يتمكن بعدها من العودة إلى الحلبة، لكنه تمكن من الاحتفاظ بلقب الاتحاد لأن الخسارة بتلك الطريقة لا تفقده اللقب، إلّا أن شين مكمان لم تُعجبه تلك النهاية وظهر معلنا أن العهد الجديد في الاتحاد لا يقبل مثل تلك النهايات وأمر بإعادة المواجهة وألغى قانون العد خارج الحلبة
انتهى النزال هذه المرة بقرار من الحكم بعد بعدم الأهلية بعدما احتسب ضربة غير قانونية نفذها رينز على خصمه، ورغم خسارته احتفظ ررومان رينز باللقب بسبب القوانين، لكن ستيفاني ظهرت وقالت إن شقيقها شين نسي أن مواجهات اللقب لا يجب أن تكون بمثل هذه الطريقة، وأمرت بإعادة المواجهة على أن تُلعب دون قوانين على الإطلاق ويجب أن تنتهي بفائز
ظهر المصارعان كارل أندرسون لوك غالوز وهاجما رومان رينز بشكل عنيف للغاية وكاد أن يخسر المواجهة بعد قفزة رائعة من غريمه أي جاي ستايلز، لكنه أنقذ نفسه عندما وضع قدمه فوق حبال الحلبة عند العد الثالث، انضم جيمي وجاي أوسو للعراك وهاجما الثنائي أندرسون وغالوز، عاد ستايلز ورينز إلى الحلبة وقدّما مشهدا قويا انتهى لمصلحة رينز بضربة سبير عنيفة وحافظ من خلالها على لقبه.
وانتهى العرض على مشهد انسحاب ستايلز من الحلبة واحتفال رومان رينز بانتصاره أثناء هتافات مضادة من الجماهير، وظهر بعد ذلك فينس مكمان خلف الكواليس وأثنى على القرارات التي اتخذها شين وستيفاني وإعادتهما للمواجهة وقال إن العرض انتهى بطريقة ممتازة.
واقترح فينس مكمان بأن أي جاي ستايلز يستحق مواجهة إعادة في عرض الرو أو بعده في عرض اكستريم رولز 2016 وتساءل عن الطريقة التي يجب أن يُلعب بها النزال، ولم يتردد شين باتخاذ قرار بجعلها وفق القوانين المتطرفة، صافحت ستيفاني شقيقها وأكدت له دعمها المطلق لقراره 

### اكستريم رولز 2016
انطلقت المواجهة الرئيسية في عرض اكستريم رولز 2016 على لقب الاتحاد بهدوء باشتباك وتبادل للضربات بين حامل اللقب رومان رينز والاستثنائي أي جاي ستايلز، وتمكن الأول من السيطرة على خصمه بشكل مؤقت محاولا استخدام الكرسي الحديدي الذي تسبب له بالكثير من الألم عندما ضرب به الدرج المعدني بدلا من خصمه.
انتقلت السيطرة بعد ذلك للنجم أي جاي ستايلز بشكل واضح بعد توجيه ضربات قوية لغريمه رينز بجانب الحلبة وبين الجماهير وصولا لمقر الاستوديو التحليلي بعيدا عن الحلبة، حاول رومان استعادة السيطرة على النزال لكنه اصطدم بإصرار منافسه على الحزام ستايلز الذي كاد أن يحطم جسده على الأرض الصلبة لولا أن استفاق رينز في اللحظات الأخيرة.
انتقل العراك بين النجمين فوق طاولات المعلقين الإسبان والألمان، ونجح رومان رينز بدفع خصمه فوق إحدى الطاولات التي تحطمت به قبل أن يصبح هو الضحية، أعاد رينز خصمه إلى الحلبة ووجه له الكثير من الضربات الموجعة والقوية وحاول تثبيته دون فائدة، وتبادل كلاهما السيطرة بعد ذلك إلى أن حطّم رينز طاولة المعلقين بخصمه وضربه بشاشة الحلبة الجانبية قبلها.
حاول رومان رينز إنهاء خصمه تماما والإطاحة به من خلال ضربة سبير تفاداها ستايلز ببراعة تامة ليصطدم الأول بالحاجز الصلب، لكنه نجح بتنفيذها بعدما ضربة “سوبرمان” مفاجئة فوق الحلبة أتبعها بضربة سبير، حاول رينز إنهاء المواجهة بعدما أعاد منافسه إلى الحلبة لكن تفاجئ بهجوم عنيف من كارل أندرسون ولوك غالوز.
وجّه غالوز وأندرسون ضربات قوية لرينز باستخدام الكرسي الحديدي ووضعوا أي جي ستايلز فوقه وبدأ الحكم بالعد عليه لكنه تملص باللحظات وفاجئ خصمه، دخل جيمي وجاي أوسو إلى الحلبة لإنقاذ قريبهما وتمكنا من الإطاحة بلوك وأندرسون ثم انقض كلاهما على ستايلز وأوسعاه ضربا وحاولا وضع رينز فوقه لكنه تملّص من التثبيت أيضا.
استعاد أي جاي ستايلز السيطرة بعد ذلك ووجه ضربات قوية وسريعة ومتتالية لرومان رينز وجيمي وجاي أوسو وكان قريبا من تثبيت خصمه وانتزاع اللقب، لكن الامر انقلب ضده عندما حاول تنفيذ قفزته الشهيرة من فوق الحبال حين قابله رينز بضربة سبير في الهواء وحسم المواجهة لمصلحته بشكل مثير، ولم تستمر فرحته كثيرا بعودة سيث رولينز الذي أطاح به ورفع حزامه عاليا أمام الجماهير 

## عداوته مع جون سينا
كانت صداقة تحولت الي عداوة وسينا طالب بمباراة وهذا ما وافق عليه ستايلز

### ماني إن ذا بانك 2016
تمكن أي جي ستايلز من حسم المواجهة لمصلحته بمساعدة من كارل أندرسون ولوك غالوز اللذان دخلا إلى الحلبة أثناء سقوط الحكم خارجها بعد ضربة غير مقصودة بأقدام ستايلز، نفذ كلاهما ضربة قاضية لجون سينا ووضعا ستايلز فوقه ولاذا بالفرار قبل عودة الحكم لأن وجودهما مخالف لقوانين النزال 
وبعدها اتحدي سينا مع انزوا اموري وبيغ كاس وتم الإعلان عن مباراة بين ستايلز وكارل اندرسون ولوك جالوز ضد جون سينا وانزوا اموري وبيغ كاس

### باتل جراوند 2016
انطلق النزال بصورة بطيئة بسبب مناكفة بين أي جي ستايلز والجماهير حين واجه إنزو أموري وتفوّق عليه بداية المواجهة، وأظهر بيج كاس قوّته الهائلة عندما دخل أمام ستايلز الذي انسحب وأدخل كارل أندرسون بدلا منه، وتألق أموري وكاس بعد ذلك من خلال بعض الحركات المشتركة التي قدّمها كلاهما أمام الجماهير.
بدأ أموري محاولات التثبيت على كارل أندرسون الذي تمكن من الإفلات وإدخال شريكه العنيف لوك غالوز الذي فرض سيطرته على إنزو الذي ركّز فريق ذا كلوب على إبقائه في الحلبة والضغط عليه قدر المستطاع، نجح إنزو المنهك بإدخال شريكه جون سينا الذي انطلق مسرعا للهجوم على أي جي ستايلز بحركاته المعتادة، وكان قريبا من تنفيذ حركته القاضية لولا تألق غريمه ستايلز.
ارتكب كلا الفريقين بعض الأخطاء عندما قفز إنزو أموري على شريكه جون سينا وأي جي ستايلز على لوك غالوز من أعلى الحبال، وانتقال القتال بين الفريقين إلى جانب الحلبة التي كان في ستايلز وحيدا وكاد أن يحسم النزال من خلال العد على جميع مصارعي الفريق الخصم خارجها، لكن سينا عاد في اللحظات الأخيرة وحصل على ضربة قاضية كادت أن تنهي المواجهة لولا تدخل بيغ كاس في اللحظات الأخيرة.
نجح كارل أندرسون ولوك غالوز بالسيطرة على الحلبة بعد ذلك، ووقف كلاهما أمام إنزو أموري الذي تخلّص من الأول لكنه لم يفلت من قبضة الثاني، عاد جون سينا إلى الحلبة بعد ذلك ونجح بحسم المواجهة بضربة “تقويم السلوك” من أعلى زاوية الحلبة على أي جي ستايلز وقام بتثبيته بعدها، واحتفل مع شركائه إنزو أموري وبيج كاس بالفوز بالمواجهة القوية 
بعدها سينا تحدي ستايلز مرة اخري وقال في حالة خسارته سيقول علي نفسه فاشل وقبل ستايلز التحدي

### سمر سلام 2016
نزال مارثوني بين أي جاي ستايلز وجون سينا شهده عشاق WWE حول العالم في نزال كان الكثير ممن حضروه منقسمين بشكل كبير، انتهى بانتصار مستحق لأي جاي ستايلز على النجم الكبير جون سينا.
 حركات رائعة شاهدناها ما بين جون سينا وأي جاي ستايلز الذي تألق بحركات لم نراها من قبل، وفي المقابل كانت روح جون سينا القتالية عاملا أساسيا بحركات جديدة في ترسانته هو الآخر.
 النهاية جائت عندما استطاع أي جاي ستايلز الوقوف على قدميه بعد حركة AA من فوق الحبال قام بها جون سينا قبل أن يرد عليه أي جاي بأن يقوم بحركته القاضية ستايلز كلاش ليتبعها بحركة طائرة رهيبة من فوق الحبال ليثبت جون سينا الذي لم يقدر على المقاومة 

## لقب الاتحاد من جديد

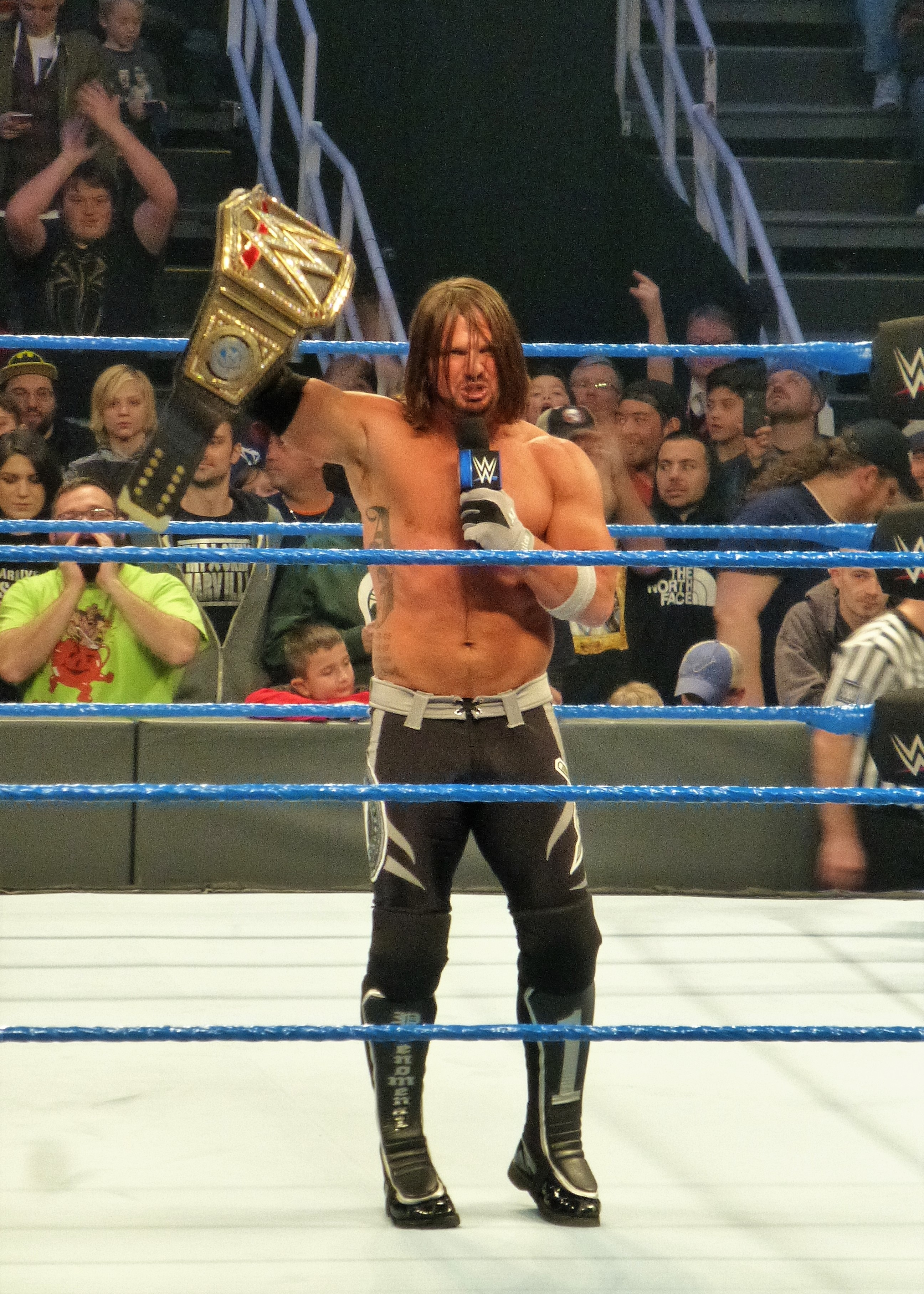
ستايلز بطلاً لحزام WWE

بعد انتهاء ستايلز من سينا قرر الذهاب الي اللقب الأهم في سماكداون وهو لقب الاتحاد وتحدي دين امبروز (البطل وقتها) ليوافق امبروز

### باكلاش 2016
حسم المصارع الاستثنائي أي جي ستايلز المواجهة لمصلحته بطريقة غير مشروعة، وذلك عندما استغل انشغال الحكم الذي حصل على ضربة افقدته توازنه في الحلبة، وسدد ركلة تحت الحزام بين أقدام دين أمبروز، وأتبعها بضربته القاضية التي منحته الأفضلية والقدرة على تثبيت أمبروز دون أن يشاهد الحكم ما حدث، وانتهى العرض على مشهد تفاخر ستايلز بفوزه وحزامه الجديد عند مدخل، بينما بقي دين متألما بشدة داخل الحلبة 
وعاد جون سينا وطلب فرصة علي لقب الاتحاد وايضا كان لدين امبروز مباراة ريماتش لهذا قرر شين مكمان (مدير سماكداون لايف) عن مباراة بين ستايلز وامبروز وسينا علي لقب الاتحاد في نو ميرسي

### نو ميرسي 2016
تمكن النجم الاستثنائي أي جي ستايلز من الحفاظ على لقب الكبير رغم استسلامه أثناء المواجهة، وذلك عندما نفذ جون سينا ودين أمبروز حركة إخضاع مزدوجة لم يحتسبها الحكم، وتمكن ستايلز بعد ذلك من الحفاظ على الحلبة عندما عاد لها حاملا أحد الكراسي الحديدية التي نالت من سينا، ومنحته التفوّق وفرصة التثبيت 

### تي ال سي 2016
تمكن حامل اللقب أي جاي ستايلز من الحفاظ على لقب الاتحاد بمساعدة من المصارع جيمس إلسورث الذي كان مفاجأة هذا العرض، وفعل عكس ما توقعه الجميع عندما غدر بصديقه وأكبر داعميه دين أمبروز الذي كان قريبا جدا من انتزاع اللقب المعلق فوق الحلبة، لكن إلسورث دفع السلم الذي كان فوقه وأطاح به فوق طاولات خشبية بجانب الحلبة، وطلب من ستايلز الدخول لانتزاع الحزام، وعبّر جيمس عن سعادته بذلك الفوز وأخذ يقفز أثناء استعراض أي جاي لحزامه أمام الجماهير 

### رويال رامبل 2017
انطلقت المواجهة المرتقبة على لقب WWE بين النجمين أي جي ستايلز وخصمه جون سينا بحذر شديد ومحاولات لتبادل اللكمات عن بعد، وذلك قبل أن يبدأ الاشتباك بينهما وأخذ سينا يفرض سيطرته بشكل مبدئي قبل استعاد ستايلز لتوازنه ويرجّح الكفة لمصلحته، لكن خصمه لم يكن لقمة سائغة وأخذ يوجّه ضربات قوية هو الآخر.
استمرت المواجهة على نفس المنوال وتبادل للسيطرة بين النجمين وبدأ أي جاي ستايلز محاولات التنفيذ بعد حركة رائعة لخصمه جون سينا، الذي كان له بالمرصاد هو الآخر ونفذ ضربته القاضية بشكل مباغت وكاد أن يحسم المواجهة بعدها لولا صمود غريمه حامل اللقب، وكرّر سينا محاولة التثبيت بعد حركة عنيفة قلب بها ستايلز الذي أظهر صمودا كبيرا من أجل الحزام الكبير.
عاد أي جاي ستايلز بعد ذلك لفرض إيقاعه على المواجهة الكبيرة والعنيفة وتبادل السيطرة مع خصمه في الكثير من الأحيان، ثم ركز ستايلز وجون سينا على حركات الإخضاع ونفذ كلاهما تلك الحركات المؤلمة للآخر، وانتقلا بعدها لمحاولات التثبيت من جديد، وأذهل ستايلز خصمه بصموده المذهل أمام حركاته القاضية، لكنّه تمكن في نهاية المطاف من الفوز بعد تقديمه للكثر من الحركات الجديدة، وعادل جون سينا بذلك رقم الأسطورة ريك فلير في حمل الألقاب الكبرى بواقع 16 لقبا ودون اسمه إلى جانبه في كتب التاريخ

### المنيشن تشامبر 2016
انطلقت المواجهة المرتقبة في عرض غرفة الإقصاء 2017 داخل القفص الحديدي الجديد كليا بدخول دين أمبروز وذا ميز وبارون كوربين وبراي وايت إلى الحجر الزجاجية، بينما بدأ النجم “الاستثنائي أي جاي ستايلز وخصمه بطل WWE جون سينا المواجهة داخل الحلبة، بعد العداوة الكبيرة بينهما خلال الأسابيع الأخيرة.
استهل جون سينا حملة الدفاع عن لقب السادس عشر بحماس كبير في بداية المواجهة لكن خصمه تمكن من ترويضه بصورة مناسبة من خلال عدد من الضربات الموجعة وسط هتافات صاخبة ومختلطة بينهما من الجماهير، وكاد سينا أن يتكفل بإقصائه بعد حركة تثبيت مفاجئة نجح ستايلز بتجنبها، واستمر تبادل السيطرة والضربات بينهما مع تفوّق بسيط للاستثنائي.
انضم “المجنون” دين أمبروز للمواجهة بعد أن كان أول مغادرين الحجرات الزجاجية، وفرض سيطرة كاملة على المواجهة بعد إطاحته بجون سينا ثم أي جي ستايلز بسلاسل القفص الحديدية بجانب الحلبة، وأدى أمبروز قفزة مذهلة من فوق حجرته على سينا، وأخذت الإثارة ترتفع بصورة ملحوظة بهتافات بعد انضمامه للنزال الذي أصبح أكثر خطورة بتواجد الثلاثة.
دخل بعد ذلك براي وايت إلى الحلبة وبدأ يطيح خصومه واحدا تلو الأخر إلى أن تمكن أي جاي ستايلز من السيطرة عليه، وقدّم الأخير وجون سينا مشهدا قويا بصعودهما لأعلى القفص وتبادلا اللكمات قبل أن يُسقط أي جاي خصمه ويشتبك مع دين أمبروز فوق إحدى الحجرات الزجاجية قبل أن ينتقل الصراع إلى زاوية الحلبة ويقدّم كلاهما حركة رائعة مع وايت.
دخل الشاب العنيف بارون كوربين إلى الحلبة وفعل مثل من سبقوه وهاجم الجميع وأطاح بهم بصورة مثيرة واحدا تلو الآخر، لكنّه كاد يخرج من المنافسة عندما حاول سينا إجباره على الاستسلام بحركته المعروفة، لكنّه رد بطريقته الخاصة وبضربة قاضية، وفرض كوربين سيطرة تامة على الحلبة مستفيدا من الإنهاك الذي تعرّض له خصومه.
استعد بارون كوربين بعد ذلك لدخول ذا ميز إلى الحلبة لكنّه فوجئ بحركة تثبيت خاطفة من دين أمبروز تكلّفلت بالنجاح، وكان أول من تم إقصاؤه من المواجهة الكبيرة، وعبّر كوربين عن غضبه العارم بهجوم عنيف للغاية على دين أمبروز، كان ذا ميز المستفيد منه عندما دخل إلى الحلبة بسرعة كبيرة وقام بتثبيت أمبروز عقب مغادرة كوربين لها.
انتشى ذا ميز بإقصائه لدين أمبروز وأخذ يسخر من المدير العام لعرض سماكداون دانيال براين من خلال تقليده لحركاته ورفعه ليديه وتنفيذه لركلات قوية على صدر براي وايت جون سينا، ورغم إطاحته بالغامض براي وايت بجانب لكنّه كان صيدا سهلا لسينا الذي نفّذ عليه ضربة تقويم السلوك وطرده خارج المنافسة بعد تثبيته له.
تعاون أي جاي ستايلز وبراي وايت بعد ذلك على الإطاحة بجون سينا، إلى أن قام الثاني بمفاجئة الأول بلكمة عنيفة، وكان سينا بعد ذلك قريبا من الإطاحة بستايلز بعد ضربة قاضية لم تكلل محاولة التثبيت عقبها بالنجاح، ورد له ستايلز الصاع من خلال ضربته الخاصة دون أن ينجح بتثبيته، وبعد عودة وايت لأجواء المواجهة أدى جون سينا قفزة قوية من أعلى الحجرة الزجاجية قبل أن يتم إقصاؤه على يدي براي الغامض بضربة “سيستر أبيجال”.
اشتعلت أجواء المواجهة النارية مع بقاء أي جي ستايلز وبراي وايت وحيدين داخل القفص العملاق، ووجه كلاهما ضربات قوية وعنيفة للغاية للاخر، وحاولا إنهاء المواجهة بمحاولات تثبيت متبادلة لم تكمل بالنجاح، وجاء الحسم لمصلحة “الغامض” براي وايت الذي أعلن نفسه بطلا جديد لـ WWE ولأول مرة خلال مسيرته المميزة عقب تجنبه لضربة قاضية من أي جاي ستايلز حوّلها لمصلحته وكانت كفيلة بتثبت خصمه الاستثنائي 
سماكداون الذي يلي المنيشن تشامبر
بدأ أحداث البث التلفزيوني لعرض سماكداون بمشاهد مميزة من مواجهات عرض حجرة الإقصاء 2017 وتم التركيز على مواجهة القفص الحديدي العنيفة والأسطورية التي حسمها “الغامض” براي وايت بعد إقصائه لجون سينا والاستثنائي أي جي ستايلز في نهاية النزال الناري.
دخل بطل WWE الجديد براي وايت إلى الحلبة بطريقته المميزة وحيدا دون أن يرافقه أحد، وبادرته الجماهير بهتاف “أنت تسحقه” قبل أن يبدأ حديثه بطريقة غامضة حول شخصية “سيستر أبيجال” التي كانت صادقة بما قالته للجميع سابقا، وأنه كان مثلها تماما وصدق عندما قال لهم أن ذلك اليوم قادم وأنه ملك العالم بيديه ورفع حزام WWE عاليا.
وأضاف براي وقال إن كل من سيقف إلى جانبه سيشاهد العجائب وسيصل إلى أماكن لم يكن يحلم بها من قبل، لكنّ من بقف بطريقه سيحترق بالنار تماما، ورحب بالعجميع قائلا “أهلا بكم في عصر الوايت”، وما إن أنهى حديثه حتى دخل البطل السابق والنجم الكبير جون سينا وسط هتافات مختلطة كان أقواها ضدّه تعبيرا عن رغبتهم بابتعاده عن اللقب.
استهل جون سينا حديثه بالثناء على الجماهير القوية والصاحبة في هذا العرض وقدّم لهم البطل الجديد براي وايت، وتطرق بعد ذلك لهتافاتهم له “بأنت تستحقه” وعلّق قائلا إن الجميع في هذا العالم لا يحصلون على ما يستحقونه بل يقومون بانتزاعه رغما عن الجميع، وقال إنه يرغب بإسعاد الجماهير أكثر من خلال إقامة مواجهة الإعادة بصورة فورية.
قاطع النجم الاستثنائي أي جاي ستايلز المشهد قائلا إن جون سينا لن يحصل على مواجهة الإعادة على لقب WWE قبله مطلقا، وأخذ يسخر من مكانته في الاتحاد وأنه يحصل على كل ما يريده لكنه وأهم هذه المرّة إن ظنّ ذلك، لأن هذه الحلبة لا تشبه المطار الذي يتجاوز به المسافرين لأنه سينا فقط، وطالب ستايلز بالحصول على ذلك الحق بصورة فورية.
استدعى ذلك الموقف تدخل المدير العام للعرض دانيال براين لفض الخلاف بين جون سينا وأي جاي ستايلز حول أحقية كلاهما في فرصة حقيقية للمنافسة على اللقب، وقال إن كلاهما له الحق فيما يطلبه، وأن ذلك الأمر قد يبعثر أوراق العرض لأنهم وعدوا جماهير المدينة بمواجهة على لقب WWE، وأعلن براين بعد ذلك عن مواجهة ثلاثية الأطراف على الحزام في الحدث الرئيسي للعرض.
قدم النجوم الثلاثة مواجهة نارية رائعة منذ بدايتها حتى نهايتها، وتمكن براي وايت من استغلال فرصة إطاحة جون سينا بخصمهما أي جاي ستايلز خارج الحلبة ونفّذ ضربة “سيستر أبيجال” القاضية وحافظ من خلالها على لقبه بعد تثبيته لسينا، احتفل وايت بذلك الانتصار الكبير وحفاظه على اللقب بطريقته الخاصة مع الجماهير التي هتفت له.
قاطع ظهور “الأفعى” راندي أورتن واقترابه من الحلبة ببطئ شديد احتفال براي وايت الذي ظهرت عليه علامات القلق مما سيفعله شريكه الحالي، لكنّه اطمأن بعد أن بدأ أورتن حديثه وقال إنه فاز بالمعركة الملكية وامتلك حق المنافسة على لقب WWE الذي أصبح بحوزته في عرض ومهرجان الأحلام الرسلمينيا 33.
وأعلن راندي أورتن عن رفضه مواجهته براي وايت فوق حلبات الرسلمينيا 33 لأنه كان المعلم بالنسبة له وهو بمكان الخادم له، وقال إنه سيجثو على ركبته تعبيرا عن احترامه له، التزم وايت الحذر وظنّ أنها محاولة من شريكه للغدر به، لكنّه ضحك ورحب به في مملكة الوايت بعد اتخاذه للقرار الصحيح، ثم جلس وسط الحلبة وأورتن خلفه وردد عبارته الشهيرة اتبعوا الصقور وأنهى بها أحداث العرض 
واعلن دانيال براين وشين مكمان عن مباراة باتل رويال الفائز يتاهل لمواجهة براي وايت في راسلمانيا
عرض سماكداون الذي يليه
شهد المواجهة الكثير من الأحداث المثيرة التي كان أبرزها إقصاء ذا ميز لجون سينا بعد عودته إلى الحلبة عُقب أن قام سينا بإقصائه من المنافسة، اعترض سينا على ذلك بسبب عدم قانونية عودة ميز لكن الحكام لم يشاهدوا ذلك على ما يبدو وأصروا على موقفهم من خروجه من المنافسة وغادر الصالة وعلامات الاستياء واضحة عليه.
بقي لوك هاربر وأي جي ستايلز اخر المتواجدين في الحلبة قبل أن يسقط كلاهما خارجها بوقت واحد، واختلف الحكام حول هوية الفائز ومن لمست قدماه الأرض أولا، واستدعى ذلك الموقف تدخل المدير العام دانيال براين الذي ظهر وتشاور معهم وأعلن عن انتهاء المعركة بالتعادل بينهما، وأن أمر الفائز سيتم حسمه الأسبوع القادم، غضب هاربر وطرح خصمه ستايلز أرضا وأخذ يستعرض نفسه أمام الجماهير إلى أن ظهر شريكه السابق براي وايت على الشاشة الكبيرة ضاحكا مما حدث معه.
عرض سماكداون الذي يليه
تمكن أي جاي ستايلز من خطف الفوز على خصمه لوك هاربر ولكن بطريقة مشكوك في صحتها عندما كانت قدم خصمه على الحبال دون أن يشاهد الحكم ذلك الجانب، واحتفل ستايلز بفوزه وتوجهه للرسلمينيا 33، لكنّ الفرحة لم تكتمل بعد ظهور المسؤول الأول شين مكمان الذي قال إن المواجهة
غضب أي جاي ستايلز من قرار شين مكمان وأخذ يتجادل معه بشكل حاد إلى أن حاول لوك هاربر ضرب خصمه بركله عنيفة، لكنّها كانت من نصيب مكمان بعد ابتعاد ستايلز عن طريقه في الوقت المناسب، وعاد كلاهما إلى الحلبة وتمكن أي جاي من حسمها وانتزاع تذكرته الذهبية للرسلمينيا 33.
التقى المدير العام دانيال براين النجم أي جي ستايلز خلف الكواليس وهنأه على ذلك الفوز الكبير وقال إنه أصبح في الحدث الرئيسي للرسلمينيا 33 وهو المكان الذي يستحق التواجد به، ومد يده لمصافحة ستايلز الذي رفض ذلك وأخذ يتحدث عمّا قاله براي وايت وغادر المكان دون مصافحته، وهو ما أزعج براين كثيرا.
وبعدها طلب راندي اورتن بمباراته في راسلمانيا بعد خيانته لبراي وايت
عرض سماكداون الذي يليه
قدّم النجمين مواجهة رائعة ونارية وكان كلاهما قريبا من الفوز أكثر من مرّة، لكنّ النهاية كانت لمصلحة راندي أورتن الذي حسمها بضربة RKO مباغتة بعد أن تجنبها أي جاي ستايلز أكثر من مرّة أثناء النزال، تفاخر أورتن بفوزه بطريقته المعتادة على زاوية الحلبة، بينما غادرها ستايلز وهو يشعر بصدمة كبيرة بعد تلك الخسارة التي أفقدته الفرصة التي ينتظرها 

## عداوته مع شين مكمان
بدات العداوة بسبب انزعاج أي جاي ستايلز بسبب خسارته لفرصته في راسلمانيا بسبب القرار الغبي الذي جعل راندي ياخذ مباراة اخري وخرج ستايلز الي الكواليس وظل يصرخ في شين مكمان وفي الاسبوع الذي يليه ستايلز ظل ينتظر شين مكمان في موقف السيارات وعند وصوله قام بضربه بشكل عنيف جدا وكسر عليه زجاج باب سيارة وبعدها الاداريون فصلوا ستايلز عنه وبعدها قام دانيال براين بطرد ستايلز من القاعة وفي نهاية العرض دخل شين مكمان وقال ان ستايلز منزعج لان ليس عنده مباراة في راسلمانيا الآن عنده مباراة امامي
وفي الاسبوع الذي يليه ظهر دانيال براين يتحدث مع ستايلز وقال انه لا يهتم بما قاله شين وانه سيحاول ايقاف هذه المباراة لاني مازلت مصر علي طردك من سماكداون وبعدها باسبوع انتظر ستايلز شين مرة اخري في موقف السيارات ولكن شين دخل الحلبة وبعدها رينيه يونغ ذهبت الي ستايلز وقالت له ان شين ينتظرك في الحلبة وذهب ستايلز الي هناك ودخل ستايلز الي الحلبة ببطئ شديد وقبل دخوله الي الحلبة قال لشين ان يجب ان نترك خلافتنا ورائنا خوفا منه ودخل ستايلز ولكن شين بمجرد دخول ستايلز بدا في ضربه ضربات كثيرة وسريعة وقام بكسر طاولة المعلقين علي ستايلز

### راسلمانيا 33
بدأ النجم الاستثنائي المواجهة المرتقبة بالسخرية من خصمه شين مكمان من خلال حديثه مع الجماهير وتأكيده لهم بأنه سوف يقوم بأحراجه، وبعد عدّة اشتباكات بينهما عاد ستايلز للسخرية من خصمه بتقليد ركضته في الشهيرة، لكن مكمان أثبت قدرته على مجاراته في الحلبة بعد ذلك وأظهر سرعت في تنفيذ الحركات وأجبر أي جاي على الانسحاب تجاه طاولة المعلقين لاستعادة توازنه.
رد شين مكمان السخرية لخصمه وقام بتقليد حركته أمام الجماهير التي ضحكت من ذلك الموقف، ثم أحرج خصمه الذي عاد إلى الحلبة ولم يتمكن من مجاراته على الإطلاق، اضطر أي جاي ستايلز بعد ذلك للجوء إلى الضربات غير القانونية من أجل ترويض خصمه السريع للغاية، وقام بتوجيه ضربه مباغتة وعنيفة لحلقه منحته السيطرة لكاملة على المواجهة.
إلّا أن شين مكمان لم يطلب الكثير من الوقت لاستعادة عافيته ورفع حرارة النزال الذي أصبح خاضعا لسيطرته، وبدأ محاولات التثبيت التي لم تكتمل بالنجاح، لكن الأمور بدأت تنقلب شيئا فشيئا لمصلحة ستايلز الذي حاول إخضاع مكمان وإجباره على الاستسلام، ثم وجد نفسه تحت ضغط حركة مفاجئة من شين الذي قلب الأمور لمصلحته وحاول حسم المواجهة مرّة أخرى.
وعادت حرارة المواجهة للارتفاع مجددا بعد استقبال رائع من شين مكمان لقفزة أي جاي ستايلز من فوق الحبال وتحويلها لحركة خنق تملّص الأخير منها بصعوبة بالغة، تبادل كلا النجمين السيطرة على المواجهة بعد ذلك وقام ستايلز بعد ذلك بتوجيه ضربة للحكم الذي فقد وعيه بسببها، وحاول استغلال الموقف عندما نزل لأسفل الحلبة وأدخل بعض الحاويات المعدنية.
أراد ستايلز ضرب خصمه بها لكن فوجئ بيقظة شين مكمان الذي حمل الحاوية وضرب بها على رأسه، وأذهل الأخير الجماهير عندما نفذ حركته الشهير وقفز من إحدى زاويات الحلبة للأخرى التي تقابلها وكان قد وضع حاوية فوق جسد غريمه ستايلز، وأراد مكمان تعميق جراحه وتكرار القفزة المذهلة التي أداها في سماكداون فوق طاولة المذيعين.
لكن أي جي ستايلز نجح بالابتعاد عن الطاولة في اللحظات الأخير تاركا خصمه يتحطّم وحده فوقها، عاد كلاهما بعد ذلك إلى الحلبة وحاول مكمان مجددا السيطرة على خصمه وإيذائه من خلال قفزة عالية عليه من أعلى الزاوية، لكن ستايلز نجح بصورة مذهلة بالابتعاد مجددا في اللحظات الأخيرة، ونجم بعد ذلك بحسم المواجهة من خلال ضربته الشهيرة والقفز من أعلى الحبال 

## عداوته مع كيفن اوينز علي لقب الولايات المتحدة
بدات العداوة في فترة الانتقالات الاخيرة بين راو وسماكداون حيث انتقل كيفن اوينز ومعه لقب الولايات الي سماكداون ليتحداه كل من سامي زين واي جاي ستايلز وبارون كوربن وتم تحديد مباراة لتحديد المصنف الأول علي اللقب في نفس الليلة بين كوربن وستايلز وسامي واستطاع ستايلز من انتزاع الفوز ليصبح المصنف الأول علي لقب الولايات المتحدة في باكلاش

### باكلاش 2017
حافظ النجم كيفين أوينز على حزامه بعد فوزه على خصمه “الاستثنائي” أي جاي ستايلز بالعد خارج الحلبة من قبل الحكم، حيث حاول ستايلز تنفيذ ضربته القاضية على أوينز فوق طاولة المعلقين لكنّه نجح بالتملص منها وإسقاط غريمه فوقها، إلّا أن قدمه علقت بها ولم يتمكن من العودة إلى الحلبة في الوقت المناسب 

## مشاركته في مباراة ماني إن ذا بانك 2017
بعد انتهاء عرض باكلاش قرر شين مكمان الإعلان عن المنافسين في مباراة ماني إن ذا بانك
وهم أي جاي ستايلز ودولف زيجلر وبارون كوربن وكيفن أوينز وسامي زين وشنسكي ناكامورا

### ماني إن ذا بانك 2017
النزال شهد دخول بارون كوربن ليفسد دخول ناكامورا ويعتدي عليه ليبدأ النزال بين كوربن وزيجلر وسامي زين وكيفن أوينز وأي جاي ستايلز بدون ناكامورا الذي دخل مع الطاقم الطبي إلى كواليس العرض وسط سخط جماهيري مم حدث.
و كعادة نزالات ماني إن ذا بانك الحماسية شهد النزال لقطات عنيفة باستخدام السلالم داخل وخارج الحلبة ولكن النهاية جائت عندما عاد شنسكي ناكامورا من جديد إلى الحلبة ليدخل في سلسلة من المعارك مع خصومه داخل الحلبة ولكن كلا من شنسكي وأي جاي ستايلز انشغل كلا منهما ببعضهم البعض.
 و فجأة وبدون مقدمات دخل بارون كوربن ليتخلص من اخر اثنين في الحلبة وهما أي جاي ستايلز وناكامورا واللذان كانا قريبين للغاية من الفوز ليسقطهما من فوق السلم ويصعد هو إلى الأعلى ويخطف حقيبة ماني إن ذا بانك الزرقاء التي تتيح لحاملها تحدي حامل اللقب في أي وقت 

## الحركات القاضية
- CALF CRUSHER
- PHENOMANAL FOREARM
- STYLES CLASH
- USHIGOROSHI

## البطولات
حقق عدد كبير من البطولات والالقاب اهمها:
NWA World heavyweight champion ثلاث مرات
TNA World heavyweight champion مرتين
IWGP heavy weight xhampion مرتين
AAW Heavyweight Championship مرة واحدة
Natural Heavyweight Championship مرة واحدة
CWF/CWE Heavyweight Championship مرة واحدة
FWE Heavyweight Championship مرة واحدة
IPW Heavyweight Championship أربعة مرات
IWA Mid-South Heavyweight Championship مرة واحدة
IWC Super Indies Championship أربعة مرات
IWR King of The Indies Championship مرة واحدة
Max-Pro Cruiserweight Championship مرة واحدة
MPW Universal Heavyweight Championship مرة واحدة
IWGP Heavyweight Championship مرتين
NKPWA Junior Heavyweight Championship مرة واحدة
ROH Pure Championship مرة واحدة
ROH World Tag Team Championship مرة واحدة
NWA World Heavyweight Championship ثلاث مرات
NWA World Tag Team Championship أربعة مرات
TNA World Tag Team Championship مرتين
TNA X Division Championship ست مرات
WWE United States Championship مرتين
WWE World champion مرتين
WWE Intercontinental champion مرة
أفضل مصارع سنة 2016 حسب مجلة PWI
أفضل مصارع سنة 2015 حسب wrestling observe
المصنف الأول عام 2010 حسب PWI 500

## انضمامة إلى wwe
كان أول ظهور ل اى جاى ستايلز في رويال رامبل 2016 دخل رقم 3 صمد 28 دقيقة قبل ان يقصى من قبل كيفين اوينز في عرض الرو الذي يلى عرض رويال رامبل تواجه مع كريس جيريكو وهزمة وقد اثبت وجودة في الاتحاد

## فوزه على كريس جيريكو مرة ثانية
فاز على كريس جيريكو في عرض فاست لين بجدارة واستحقق احترام كريس جيريكو.
ثم شكل فريق مع جيريكو ، وهو الفريق الذي قال عنه جيريكو إنه لم يخطط أحد لتكوينه ، ثم سأل الجمهور إن كانوا يريدون رؤيته إلى جانب ستايلز في فريق؟ فضجت الصالة كلها بهتاف : (نعم نعم نعم).
ولكن الفريق لم يستمر طويلا وتواجه الاثنان في راسلمانيا 32 وفاز جيريكو بالنزال

## اكتسابة فرصة للمواجهة على لقب الwwe
في عرض الرو الذي يلي راسلمينيا 32 دخل رومان رينز إلى الحلبة وطلب من المصارعين الموجودين في الكواليس الخروج لمواجهتة دخل اولا كريس جيريكو ثم اى جاى ستايلز ثم كيفين اوينز والاخير كان سامى زين حدد شين مكمان مواجهة رباعية بينهم لكن سامى زين لم يستطع المواجهة بسبب هجوم كيفين اوينز العنيف علية شارك بدل منة سيزارو فاز اى جاى ستايلز بعد مباراة عنيفة ومذهلة جدا فاز بها ستايلز.

## فوزه بلقب الWWE
فاز ستايلز على جون سينا في سمر سلام 2016 فاعلن شين مكمان المسؤول عن سماكداون ان ستايلز هو المنافس الأول على لقب wwe
في باكلاش عام 2016 هزم ستايلز دين امبروز على لقب الWWE وتوج باللقب
في رويال رامبل 2017 خسر اللقب لجون سينا بعد ان احتفظ به 140 يوم.

## روابط خارجية
- إيه جيه ستايلز على موقع IMDb (الإنجليزية)
- إيه جيه ستايلز على موقع قاعدة بيانات الفيلم (الإنجليزية)
- إيه جيه ستايلز على موقع دبليو دبليو إي (الإنجليزية)
- إيه جيه ستايلز على موقع WrestlingData.com (الإنجليزية)
- إيه جيه ستايلز على موقع CageMatch worker (الإنجليزية)
- إيه جيه ستايلز على موقع قاعدة بيانات المصارعة على الإنترنت (الإنجليزية)
- إيه جيه ستايلز على موقع قاعدة بيانات المصارعة على الإنترنت (الإنجليزية)
- إيه جيه ستايلز على موقع عالم المصارعة على الإنترنت (الإنجليزية)
- إيه جيه ستايلز على موقع عالم المصارعة على الإنترنت (الإنجليزية)